# Kussondulola

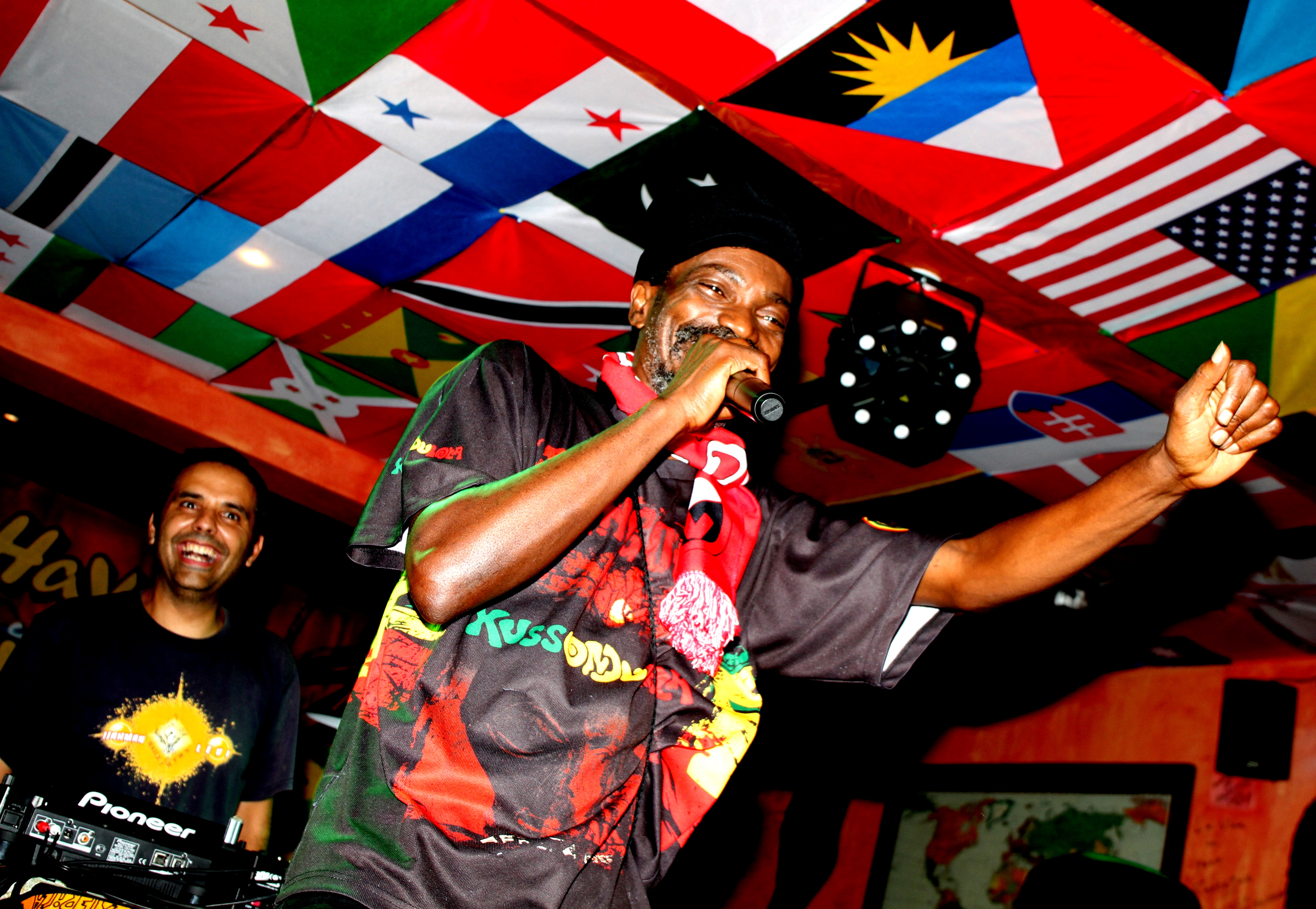
Janelo da Costa, voz dos Kussondulola, em concerto no bar Havana meets Jamaica em Albufeira

Kussondulola é uma banda de reggae angolana residente em Portugal. O líder da banda é o angolano Janelo da Costa, que para além de músico, teve também uma carreira no futebol, tendo jogado entre outros clubes, no Imortal Desportivo Clube, principal clube de Albufeira.
Em 1995,lançaram o seu álbum de estreia, Tá-se Bem, que incluía sucessos como "Dança No Huambo" e "Perigosa", entre outros.
O grupo toca em Vilar de Mouros, lança o disco em Espanha e vence o Prémio Banda Revelação dos Prémios Blitz.
Em 1998, lançaram o álbum Baza Não Baza, seguindo-se O Amor É... Bué em 2001. Em 2004, lançaram o álbum Cumué?, que reúne os melhores temas do grupo.
O álbum Survivor, lançado em 2005, inclui vários duetos com nomes como Vitorino (em "Maria Tem Fé em Jah"), Kalú (em "Survive Todos os Dias"), Rui Reininho (em "Reggae no Porto"), Rui Veloso e Nanu (em "Viver Sozinho Não Quero") e Miguel Ângelo (em "Desastre Natural"). Kalaf, Sara Tavares, Sam, Dora e Sandra Fidalgo e Legalize são outros dos convidados do disco.
Em 2006, lançam o álbum Guerrilheiro.
Comemoram 15 anos de carreira com uma edição especial com temas inéditos e ao vivo, reunidos em dois discos de originais gravados em 2007, Madié e Natalício, e numa edição ao vivo da Tour Mayombe 2006. Inclui 40 temas entre inéditos, gravações ao vivo, dubs e riddims em diferentes versões de vários êxitos da banda.

## Discografia

### Álbuns de estúdio
- Tá-se Bem  (1995, EMI)
- Baza Não Baza  (1998, EMI)
- O Amor É... Bué  (2001, EMI)
- Survivor  (2005, Som Livre)
- Guerrilheiro  (2006, Zona Música)
- Madié Natalício (2007)

### Compilações
- Cumué? - O Melhor dos Kussondulola  (2004, EMI)

### Álbuns ao vivo
- Vive! Tens de Viver (2002, Kussondulola - Edições Musicais)[2]

## Elementos
- Bateristas:

Lito Graça, Nando, Vasco, Pantera
- Baixistas:

Dadi Bé, Zuinho, Mucio
- Guitarristas:

Mucio, Brix, Betinho Feijó, Carlitos Tchiemba,
- Teclistas:

Lanterna, Brix, Paulo Pereira
- Percussionistas:

Messias Santiago Botelho, Capitão
- Metais:

João Cabrita - Saxofone, João Marques - Trompete, Jorge Ribeiro - Trombone
- Vozes:

Janelo da Costa